# Jean-Marie Gaspard Gauvilliers
Jean-Marie Gaspard Gauvilliers   (Charolles, 2 de febrer de 1755 - Maltat, 11 d'octubre de 1823)

## Biografia
Jean-Marie Gaspard Gauvilliers era fill d'Antoine Gouvillier, senyor de Trémolles, escrivà en cap de la batllia de Charolles i receptor de les mides i imposicions reials de Charolais, i de Claudine Pépin. Pare dels intendents de Perrin de Cypierre, era germà de l'agrònom Claude de Gauvillier, receptor general dels béns del rei, i de Jean-François Claude Gauvilliers, receptor general de finances.
Va entrar en servei el 3 de febrer de 1774, com a granader del regiment de Poitou, va ser alliberat el 7 de febrer de 1777 i, entrant a la Granja General, va exercir successivament les funcions de controlador d'actes i inspector de la gestió i el registre, a Châteauneuf, Sainte-Hermine, Château-du-Loir i Laval, després com a auditor de la generalitat de Tours a Saumur i controlador d'actes a Angers. Es casà amb la senyoereta Belland, filla de Jean-Julien Belland de La Fosse, director i receptor general dels béns del rei, i germana del diplomàtic Mathieu Belland (casada amb la senyoreta de Lesseps).
L'agost de 1789 va ser elegit capità al comandament de la 1a companyia de la guàrdia nacional d'Angers, va sufocar una revolta dels obrers de les pedreres de pissarra i va esdevenir major l'1 de juliol de 1790, comandant de la guàrdia nacional de Ponts-de-Cé. El 18 de juliol de 1791 va ser inspector de la 2a divisió de registre de Maine-et-Loire, després el 3 de febrer de 1793 va ser nomenat ajudant general, cap de la legió de la guàrdia nacional del districte d'Angers.
Va ser ascendit a general de brigada provisional el 28 de juny de 1793 pels representants del poble i el 30 de juliol de 1793 va ser nomenat general de divisió pel consell executiu amb l'exèrcit de les Côtes de la Rochelle. Va ser destituït del seu càrrec el 30 de setembre de 1793.
El 29 d'agost de 1794 li fou suspesa la suspensió, però no fou reintegrat a l'exèrcit. El desembre de 1794 va reprendre la carrera administrativa, com a col·leccionista de dominis nacionals, després inspector de registre a la 1a divisió del departament del Loiret. El 9 de març de 1796 fou director de la Regie de l'Enseignement et des Domaines al departament de Lys (Bruges), després l'1 d'agost de Nièvre (Nevers).
El 22 de novembre de 1803 va ser nomenat membre de l'Acadèmia de Legislació, després de l'Athénée de la langue française l'any 1807. A la Restauració es va aplegar, un dels primers, als Borbons.